# José María Rancés y Villanueva
José María Rancés y Villanueva (Cádiz, 16 de marzo de 1842 - Cádiz, 14 de junio de 1917) fue un obispo español, del hábito de Santiago y senador por el Arzobispado de Toledo en 1891.

## Biografía

### Primeros años y formación
Su padre, Manuel Rancés y Fuentes, mercantil de éxito, y su madre, Emilia Villanueva y de la Iglesia, marquesa de Casa Laiglesia. 
Cursó la enseñanza primaria en el prestigioso colegio particular dirigido por el jesuita J. M. de la Vega y luego en el de San Felipe en el que tuvo como profesor al eminente gramático Eduardo Benot. 

### Sacerdocio
Entre 1857 y 1864 transcurrió su carrera sacerdotal seguida en el Seminario gaditano. Poco antes de concluirla, en 1863, el célebre obispo Félix María Arriete y Llano le nombró su familiar y más tarde, debido a haberse convertido en su más estrecho colaborador, secretario y gobernador eclesiástico de la diócesis de Cádiz. Canónigo en mayo de 1878 y rector del Seminario, consiguiendo fama de celoso pastor de almas y hombre de avenencia y consenso. 

## Episcopado

### Obispo titular de Dora
El 10 de junio de 1886 fue preconizado obispo de Dora y Prior de las Órdenes Militares, con sede en Ciudad Real. 

#### Obispo de Ciudad Real
Tercero de los prelados que rigiera la flamante sede manchega creada por el Concordato de Bravo Murillo, el decenio en que estuviera a su frente fue muy positivo para su definitivo asentamiento e institucionalización, obra en gran medida del buen trabajo de un prelado prudente, laborioso, con rentables amistades y contactos con las esferas gobernantes.
Asimismo, el nivel religioso de la mitra ciudarrealeña experimentó durante su pontificado un considerable ascenso, fruto de una tarea apostólica y misional bien planeada y ejecutada, en un clima de notable emulación entre la mayor parte del clero y de armonía con los poderes públicos. 

### Obispo de Cádiz
Presentado para la mitra gaditana el 28 de noviembre de 1898, tomó posesión de ella el 19 de marzo de 1899, en una mala coyuntura general en el contexto de la capital y provincia.
Sus dotes conciliadoras y dialogantes se revalidaron en una sede más compleja social y culturalmente que la manchega en cuya dirección quizá faltarán algo del ímpetu e ilusión tan destacados en la rectoría de la castellana, como, entre otros ejemplos, lo evidenciara su actitud frente al largo litigio de la reivindicación por Ceuta de su carácter episcopal. Su acusado declive físico se traduciría en un acentuado pesimismo acerca de la religiosidad española, en general, y de la gaditana, en particular.

## Sucesión
| Predecesor: Antonio María Cascajares y Azara | Obispo titular de Dora y Prior de las Órdenes Militares (Ciudad Real) 1886-1898 | Sucesor: Casimiro Piñera y Naredo |
| Predecesor: Vicente Calvo y Valero           | Obispo de Cádiz 1898-1917                                                       | Sucesor: Marcial López y Criado   |